# Pseudonupserha neavei
Pseudonupserha neavei är en skalbaggsart som beskrevs av Aurivillius 1914. Pseudonupserha neavei ingår i släktet Pseudonupserha och familjen långhorningar.
Artens utbredningsområde är:
- Gabon.
- Liberia.

Inga underarter finns listade i Catalogue of Life.